# Malomocná studánka
Malomocná studánka (dříve též Křenovka) se nacházela v Pelhřimově v dnešní ulici Slovanského bratrství, pod nemocnicí, v místech, kde až do roku 2011 stával dům.
Ke studánce se váže pověst z roku 1645, kdy Pelhřimov obsadilo švédské vojsko vedené plukovníkem Oloffem Atterbomem. Plukovník měl v oblibě provádět občanům města různé zlomyslnosti. K jedné z nich využil i studánku Křenovku, která se mezi občany těšila velké oblibě a pro svoje léčivé účinky bývala vyhledávána nemocnými obyvateli a doporučována zdejším léčitelem mistrem Matoušem. Plukovník vody studánky využíval k napájení svého koně. Když pak plukovník onemocněl, mistr Matouš prohlásil, že se jedná o malomocenství a vyléčí jej pouze voda z Křenovky. Když se plukovník skutečně uzdravil, nechal okolí studánky upravit a vydláždit a přímo nad ní postavit výklenkovou kapličku. Od této události měla studánka svůj nový název – Malomocná.
Další zmínka o studánce se vztahuje k roku 1805, kdy u ní byla vystavěna boží muka, jak se dočteme v pamětech pelhřimovského hlásného Filipa Ignáce Dremsy. V roce 1930 došlo ke zbourání blízkého domku a k vystavění domu nového s tím, že studánka s kapličkou budou zachovány. Voda ze studánky ovšem dům podmáčela a tak došlo majitelem domu k jejímu svedení do jímky a odtud do kanalizace. V roce 1960 došlo ke zbourání kapličky a studánka tak byla na dlouhou dobu zapomenuta. Teprve v roce 2011 při demolici objektu došlo k jejímu znovuobjevení. Na obnovu však dosud čeká marně.

## Další pelhřimovské studánky
- studánka Belka

Kde přesně stávala, není známo, nicméně údajně měla původně napájet městskou kašnu na náměstí. U studánky se podle pověsti měl zastavit pražský biskup Peregrin, zakladatel města, při své cestě do Říma.
- Hubkova studánka

Studánka se nacházela na západní okraji města a také u ní se měl při své cestě zastavit biskup Peregrin. Občané města později nad ní později nechali postavit jeho sochu. Podle pověsti v ní měl být ukrytý zlatý poklad. Za třicetileté války se tato informace dostala ke Švédům, kteří sochu rozbili, ale uvnitř nic nenalezli. Později se zapomnělo i na studánku a ta tak zanikla.
- Katovská studánka

Tato studánka se nacházela nedaleko dnešní křižovatky ulici Pražská a U Stínadel a jak název napovídá, využíval ji pelhřimovský kat. Ten v její vodě po popravách umýval svůj meč. Ještě na počátku 20. století byla patrná za zdejší stodolou, po výstavbě hospodářského dvora však došlo k jejímu definitivnímu zániku.
- Studánka u sv. Anny

Studánka se nacházela už mimo vlastní Pelhřimov, nedaleko kaple sv. Anny. Také ona je již zaniklá a z vlastní kaple zbývají obvodové zdi. Nicméně kaple postupně prochází rekonstrukcí s cílem zachránit tuto kulturní památku.